# ريكسداغ الطبقات

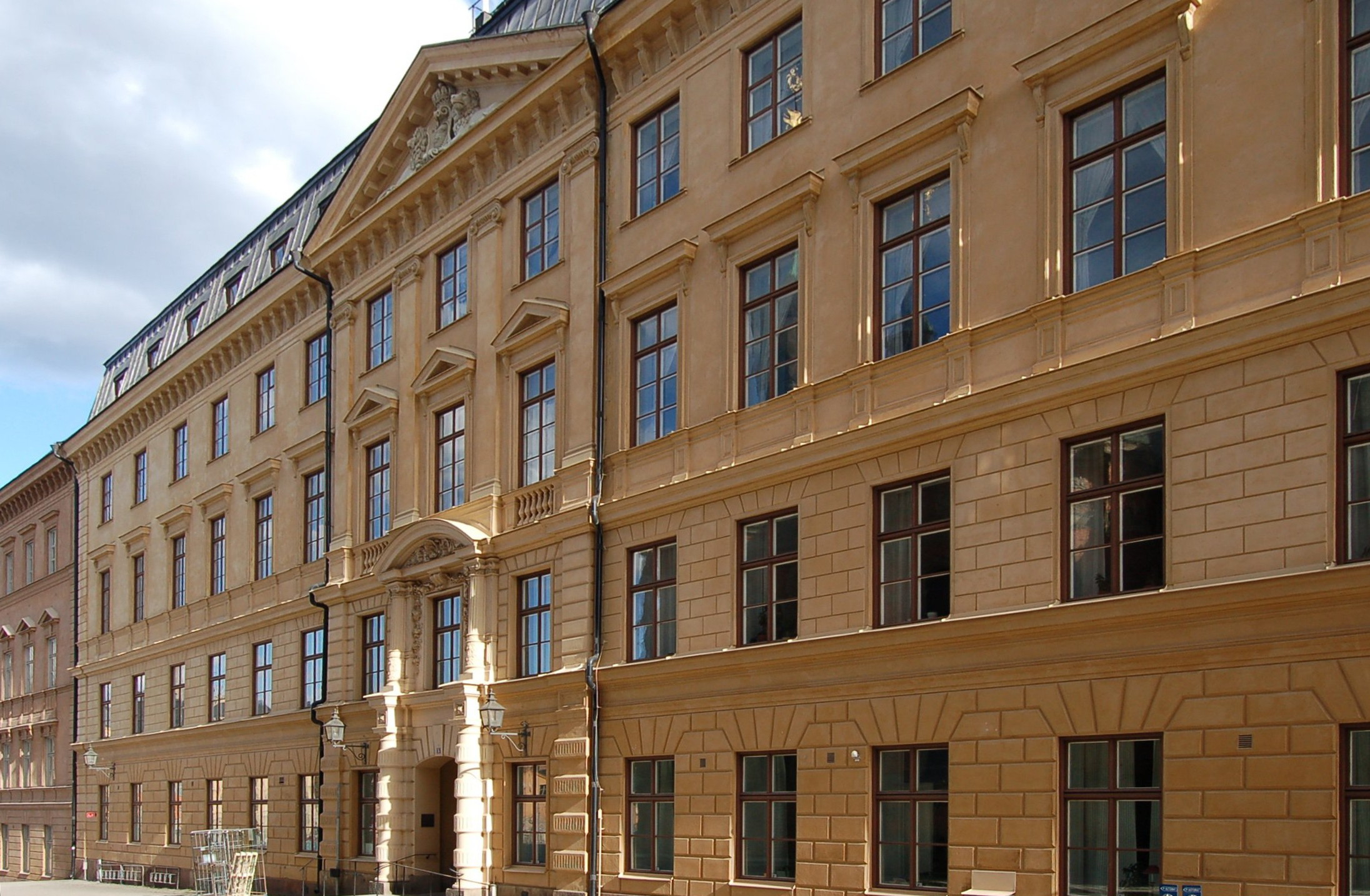

ريكسداغ الطبقات (بالسويدية Ståndsriksdagen) اسم كان يطلق على الطبقات في مملكة السويد لدى اجتماعهم . حتى حله في عام 1866 المؤسسة كان أعلى سلطة في السويد بجوار الملك السويدي. كان دايت يتكون من أربعة طبقات ، والتي كانت تاريخيا للخطوط الانقسام في المجتمع السويدي :
- النبلاء
- رجال الدين
- البرجوازيون
- الفلاحين